# ليه كوكس
ليه كوكس (بالإنجليزية: Les Cox)‏ هو لاعب كرة قاعدة أمريكي، ولد في 14 أغسطس 1904 في جنكشن في الولايات المتحدة، وتوفي في 14 أكتوبر 1934 في سان أنجيلو في الولايات المتحدة.

## وصلات خارجية
- ليه كوكس على موقعبيزبول رفرنس.كوم (الدوري الرئيسي) (الإنجليزية)
- ليه كوكس على موقعبيزبول رفرنس.كوم (الدوري الثانوي) (الإنجليزية)